# 긴급 할당량법
긴급 할당량법(영어: Emergency Quota Act)은 1921년 긴급 이민법(Emergency Immigration Act of 1921), 1921년 이민 제한법(Immigration Restriction Act of 1921), 백분율법(Per Centum Law), 존슨 할당량법(Johnson Quota Act)(ch. 8, 42 Stat. 5 of 1921년 5월 19일)으로도 알려져 있으며, 주로 남유럽과 동유럽으로부터의 대규모 이민 유입에 대한 대응으로 제정되어 미국의 이민을 제한했다. 비록 임시 법률로 의도되었지만, 이는 "결과적으로 미국 이민 정책에서 가장 중요한 전환점"이었다. 왜냐하면 이 법은 미국 이민법에 두 가지 새로운 특징을 추가했기 때문이다. 그것은 이민에 대한 수치적 제한과 이러한 제한을 설정하기 위한 할당량 시스템의 사용이었는데, 이는 국가별 출신 쿼터로 알려지게 되었다.
긴급 할당량법은 매년 어떤 국가에서든 입국이 허용되는 이민자의 수를 1910년 미국 인구 조사 기준으로 해당 국가 출신 미국 거주자 수의 3%로 제한했다. 이는 북유럽과 서유럽 출신 사람들이 동유럽이나 남유럽 또는 비유럽 국가 출신 사람들보다 더 높은 할당량을 가지고 있었고 미국 입국 가능성이 더 높았다는 것을 의미했다.
그러나 전문직 종사자는 출신 국가에 관계없이 입국이 허용되었다. 또한 캐나다, 뉴펀들랜드, 쿠바, 멕시코, 중남미 국가 또는 "인접 섬"으로부터의 이민에는 제한이 없었다. 이 법은 미국과 양자 협정을 맺은 국가나 1917년 이민법, 즉 아시아 제외 지역법에 나열된 아시아 국가에는 적용되지 않았다.
1924년 이민법은 인구의 비교적 적은 비율이 덜 바람직하다고 여겨지는 지역 출신이었던 1890년 미국 인구 조사의 국가별 인구 비율에 따라 할당량을 2%로 줄였다. 새로운 할당량을 시행하기 위해 1924년에 비자 시스템이 도입되었다. 이 법은 미국에 입국하려는 비시민권자가 미국에 도착하기 전에 미국 대사관이나 영사관에서 비자를 발급받아 제시하도록 의무화했다. 비자 규정은 이후 1952년 이민국적법에 의해 상당히 개정되었고 궁극적으로 1965년 이민국적법에 의해 대체되었다. 현재 40개국의 시민권자 또는 국민인 미국의 비시민권자는 사증 면제 프로그램에 따라 비자 요건이 면제된다.
이민 심사관은 비자 패킷이 비이민 (방문자) 또는 이민 (영구 입국) 비자인지에 따라 다르게 처리한다. 원래의 미개정 법률에 따르면, 비이민 비자는 입국 항구에 보관되었고 나중에 파기되었지만, 이민 비자는 처리 및 보관을 위해 워싱턴 D.C.의 중앙 사무소로 보내졌다.
새로운 공식에 따라, 새로운 이민자 수는 1920년 805,228명에서 1921-22년 309,556명으로 감소했다. 1921년 이전의 평균 연간 이민자 유입은 북유럽 및 서유럽 출신이 175,983명, 주로 남유럽 및 동유럽을 포함한 기타 국가 출신이 685,531명이었다. 1921년에는 주로 남유럽과 동유럽을 포함한 기타 국가로부터의 이민 수준이 급격히 감소했다.
미국 하원의원 앨버트 존슨 (공화당-워싱턴)이 발의한 이 법은 미국 하원에서 기록 투표 없이 통과되었고, 미국 상원에서는 90-2-4의 표결로 통과되었다.
이 법은 1924년 이민법에 의해 개정되었다.
국가별 출신 쿼터는 1965년 이민국적법으로 대체될 때까지 계속 사용되었으며, 이 법은 이민자의 기술과 미국 시민 또는 미국 거주자와의 가족 관계를 기반으로 하는 선호 시스템을 도입했다.

## 연속적인 법률에 따른 국가별 할당량
아래는 1921년 긴급 할당량법부터 1965년 최종 할당량 연도까지 연속적인 이민법 및 개정에 따라 계산된, 6월 30일에 종료되는 특정 회계 연도에 적용된 동반구 국가별 이민 할당량의 역사적 목록이다. 외국 태생 인구에 대한 오래된 인구 조사 기록을 기반으로 한 1922년 및 1925년 시스템은 임시 조치로 의도되었으며, 1929년 7월 1일 발효된 1920년 미국 인구 조사를 기반으로 하는 1924년 법의 국가별 출신 쿼터로 대체되었다.
| 연간 국가별 할당량         | 1921년 법 | 1921년 법 | 1924년 법 | 1924년 법 | 1924년 법 | 1924년 법 | 1952년 법 | 1952년 법 |
| 연간 국가별 할당량         | 1922      | %         | 1925      | %         | 1930      | %         | 1965      | %         |
| -------------------------- | --------- | --------- | --------- | --------- | --------- | --------- | --------- | --------- |
| 알바니아                   | 288       | 0.08%     | 100       | 0.06%     | 100       | 0.07%     | 100       | 0.06%     |
| 아르메니아                 | 230       | 0.06%     | 124       | 0.08%     | 100       | 0.07%     | 100       | 0.06%     |
| 오스트리아                 | 7,451     | 2.08%     | 785       | 0.48%     | 1,413     | 0.92%     | 1,405     | 0.89%     |
| 벨기에                     | 1,563     | 0.44%     | 512       | 0.31%     | 1,304     | 0.85%     | 1,297     | 0.82%     |
| 불가리아                   | 302       | 0.08%     | 100       | 0.06%     | 100       | 0.07%     | 100       | 0.06%     |
| 체코슬로바키아             | 14,357    | 4.01%     | 3,073     | 1.87%     | 2,874     | 1.87%     | 2,859     | 1.80%     |
| 단치히 자유시              | 301       | 0.08%     | 228       | 0.14%     | 100       | 0.07%     |           |           |
| 덴마크                     | 5,619     | 1.57%     | 2,789     | 1.69%     | 1,181     | 0.77%     | 1,175     | 0.74%     |
| 에스토니아                 | 1,348     | 0.38%     | 124       | 0.08%     | 116       | 0.08%     | 115       | 0.07%     |
| 핀란드                     | 3,921     | 1.10%     | 471       | 0.29%     | 569       | 0.37%     | 566       | 0.36%     |
| 피우메 자유국              | 71        | 0.02%     |           |           |           |           |           |           |
| 프랑스                     | 5,729     | 1.60%     | 3,954     | 2.40%     | 3,086     | 2.01%     | 3,069     | 1.94%     |
| 독일                       | 67,607    | 18.90%    | 51,227    | 31.11%    | 25,957    | 16.89%    | 25,814    | 16.28%    |
| 그리스                     | 3,294     | 0.92%     | 100       | 0.06%     | 307       | 0.20%     | 308       | 0.19%     |
| 헝가리                     | 5,638     | 1.58%     | 473       | 0.29%     | 869       | 0.57%     | 865       | 0.55%     |
| 아이슬란드                 | 75        | 0.02%     | 100       | 0.06%     | 100       | 0.07%     | 100       | 0.06%     |
| 아일랜드                   | [ e ]     |           | 28,567    | 17.35%    | 17,853    | 11.61%    | 17,756    | 11.20%    |
| 이탈리아                   | 42,057    | 11.75%    | 3,854     | 2.34%     | 5,802     | 3.77%     | 5,666     | 3.57%     |
| 라트비아                   | 1,540     | 0.43%     | 142       | 0.09%     | 236       | 0.15%     | 235       | 0.15%     |
| 리투아니아                 | 2,460     | 0.69%     | 344       | 0.21%     | 386       | 0.25%     | 384       | 0.24%     |
| 룩셈부르크                 | 92        | 0.03%     | 100       | 0.06%     | 100       | 0.07%     | 100       | 0.06%     |
| 네덜란드                   | 3,607     | 1.01%     | 1,648     | 1.00%     | 3,153     | 2.05%     | 3,136     | 1.98%     |
| 노르웨이                   | 12,202    | 3.41%     | 6,453     | 3.92%     | 2,377     | 1.55%     | 2,364     | 1.49%     |
| 폴란드                     | 31,146    | 8.70%     | 5,982     | 3.63%     | 6,524     | 4.24%     | 6,488     | 4.09%     |
| 포르투갈                   | 2,465     | 0.69%     | 503       | 0.31%     | 440       | 0.29%     | 438       | 0.28%     |
| 루마니아                   | 7,419     | 2.07%     | 603       | 0.37%     | 295       | 0.19%     | 289       | 0.18%     |
| 러시아 SFSR / 소련         | 24,405    | 6.82%     | 2,248     | 1.37%     | 2,784     | 1.81%     | 2,697     | 1.70%     |
| 스페인                     | 912       | 0.25%     | 131       | 0.08%     | 252       | 0.16%     | 250       | 0.16%     |
| 스웨덴                     | 20,042    | 5.60%     | 9,561     | 5.81%     | 3,314     | 2.16%     | 3,295     | 2.08%     |
| 스위스                     | 3,752     | 1.05%     | 2,081     | 1.26%     | 1,707     | 1.11%     | 1,698     | 1.07%     |
| 튀르키예                   | 2,388     | 0.67%     | 100       | 0.06%     | 226       | 0.15%     | 225       | 0.14%     |
| 영국                       | 77,342    | 21.62%    | 34,007    | 20.65%    | 65,721    | 42.76%    | 65,361    | 41.22%    |
| 유고슬라비아 왕국          | 6,426     | 1.80%     | 671       | 0.41%     | 845       | 0.55%     | 942       | 0.59%     |
| 오스트레일리아 및 뉴질랜드 | 359       | 0.10%     | 221       | 0.13%     | 200       | 0.13%     | 700       | 0.44%     |
| 유럽 전체                  | 356,135   | 99.53%    | 161,546   | 98.10%    | 150,591   | 97.97%    | 149,697   | 94.41%    |
| 아시아 전체                | 1,066     | 0.30%     | 1,300     | 0.79%     | 1,323     | 0.86%     | 3,690     | 2.33%     |
| 아프리카 전체              | 122       | 0.03%     | 1,200     | 0.73%     | 1,200     | 0.78%     | 4,274     | 2.70%     |
| 전체 국가                  | 357,803   | 100%      | 164,667   | 100%      | 153,714   | 100%      | 158,561   | 100%      |

1. ↑  Quota per country limited to 3% of the number of foreign-born persons of that nationality residing in the U.S. in the 1910 census (FY 1922–1924)
2. ↑  Quota per country limited to 2% of the number of foreign-born persons of that nationality residing in the U.S. in the 1890 census (FY 1925–1929)
3. ↑  Quota per nationality limited to a percentage share of 150,000 in a ratio proportional to the number of U.S. inhabitants of that national origin as a share of all U.S. inhabitants in the 1920 census (FY 1930–1952)
4. ↑  Quota per nationality limited to one-sixth of 1% of the number of U.S. inhabitants of that national origin in the 1920 census (FY 1953–1965)
5. 1 2  From 1921 to 1924, quota for 그레이트브리튼 아일랜드 연합왕국 encompassed all of Ireland; after 1925, only 북아일랜드, with a separate quota created for the 아일랜드 자유국
6. ↑  소련 excluding regions falling under the Asiatic Barred Zone while in effect

## 같이 보기
- 딜링햄 위원회
- 미국 이민법 목록

## 추가 자료
- Allerfeldt, Kristofer. "‘And We Got Here First’: Albert Johnson, National Origins and Self-Interest in the Immigration Debate of the 1920s." Journal of Contemporary History 45.1 (2010): 7–26.
- Miller, Nathan. New World Coming. Cambridge: Da Capo Press, 2003
- Higham, John. Strangers in the Land: Patterns of American Nativism. 2nd ed. New York: Atheneum, 1963. (First edition published by Rutgers University Press in 1955)
- Jerry Elman, "The 'Holocaust' is Not the Right Focus!" Blog posted 2023년 4월 19일. Accessed 2023년 5월 5일